# Neil Maffin
Neil Maffin est un acteur américain né le 17 janvier 1959 dans l'Indiana (États-Unis).

## Biographie
Il a joué Damon dans la Saison 3 de la série Le Caméléon

## Filmographie

### Télévision
- 1956 : As the World Turns (série TV) : Beau Farrell (1988-1989)
- 1991 : O Pioneers! (TV) : Emil
- 1991 : Lethal Innocence (TV) : Dave Stokely
- 1999 : La Promesse d'une mère (The Promise) (TV) : Bill Miles
- 1999 : New York, police judiciaire : Mr. Curry (saison 10, épisode 5)
- 2000 : New York, unité spéciale (saison 1, épisode 10) : Kenneth Cleary
- 2000 : New York, unité spéciale (saison 2, épisode 3) : Kenneth Cleary

### Cinéma
- 1998 : Pants on Fire : Barry Grogan
- 1999 : Le 13e Guerrier (The 13th Warrior) : Roneth the Rider
- 2001 : Moment in Time : Vincent